# Ida Tin
Ida Tin (født i 1979 i København) er en dansk eventyrer, forfatter, projektleder (uddannet fra KaosPiloterne i 2004), foredragsholder og "direktøs" i motorcykelrejsebureauet Moto Mundo Aps samt (siden 2006) medlem af Kvindelige Eventyreres Klub. Hendes forældre er Hjalte Tin og Nina Rasmussen med hvem hun – sammen med sin bror – kørte verden rundt på motorcykel fra hun var et år.
Udover sin uddannelse hos KaosPiloterne har hun uddannelser hos Crash Course in Curating, Fundation School of Arts, Capetown i Sydafrika (1996), Kunstskolen i Århus, grafik og skulptur (1997), Projektlederkursus i Indien (1998), Skt. Martins College of Fashion i London (1999), Enterprise Management in the Creative Arts, London College of Printing (1999), Projekt- og procesleder fra KaosPiloterne, Århus (2004), EVU (iværksætterkursus) (2005), samt andre kurser indenfor blandt anden tegning og grafik.
Pr. 2018 arbejder hun i Berlin, hvor hun (sammen med sin mand) har stiftet en virksomhed (der pr. 2017 havde 50 ansatte), der har lavet en menstruationsapp, der hedder Clue, som blev lanceret i 2013. Idéen til denne app opstod i 2009, da hun ønskede at en anden præventionsmetode, end p-piller, så man kan undgå at indtage hormoner. I forbindelse med opstart af sin virksomhed rejste hun 220 mio. kr. Primo 2016 havde appen to mio, brugere, fordelt på 180 lande. Som følge af arbejdet med denne app har hun modtaget prisen "European Female Web Entrepreneur Award" af Europakommisisionen.